# Katharina von Nürnberg
Katharina von Nürnberg (* 1361; † 9. November 1409) war von 1391 bis 1409 Äbtissin des Klosters Hof.
Katharina stammte aus dem Haus der fränkischen Hohenzollern und war eine Tochter des Nürnberger Burggrafen Friedrich V. und der Elisabeth von Meißen. Sie lebte nachweislich in der Zeit von 1375 bis 1409 und war zuletzt Äbtissin der Klarissen in Hof. Der Rückzug der Grafen von Orlamünde aus dem fränkischen Raum führte ähnlich der Entwicklung im Kloster Himmelkron mit Anna von Nürnberg, einer Tante Katharinas, zu einer Besetzung des Amtes der Äbtissin mit Töchtern der Nürnberger Burggrafen.